# 阚伯周
闞伯周（？—477年），為古代高昌國的君主，闞氏高昌开国君主，他於460年至477年在位。442年，高昌太守闞爽为北凉宗室沮渠无讳袭击，投奔柔然。高昌为沮渠无讳占据。460年，柔然攻高昌，河西王沮渠安周被杀，高昌北凉灭亡。阚伯周作为闞爽的族人被柔然立为高昌国王，477年，闞伯周去世，其子阚义成即位。